# إيمانويل بيركو
إيمانويل بيركو (بالفرنسية: Emmanuelle Bercot)‏ ممثلة ومخرجة وكاتبة سيناريو فرنسية ولدت في يوم 6 نوفمبر 1967م في باريس في فرنسا. مثلت وأخرجت إيمانويل بيركو أفلاما كثيرة أبرزها فيلم كليمنت الذي قامت ببطولته وإخراجه في سنة 2005 وفيلم على طريقتي في سنة 2013 وفيلم ملكي في سنة 2015 وهو الذي عُرض في مهرجان كان السينمائي 2015 والذي فازت بواسطته بجائزة أفضل ممثلة.

## روابط خارجية
- إيمانويل بيركو على موقع IMDb (الإنجليزية)
- إيمانويل بيركو على موقع قاعدة بيانات الأفلام العربية
- إيمانويل بيركو على موقع قاعدة بيانات الأفلام العربية
- إيمانويل بيركو على موقع ألو سيني (الفرنسية)
- إيمانويل بيركو على موقع أول موفي (الإنجليزية)
- إيمانويل بيركو على موقع قاعدة بيانات الأفلام السويدية (السويدية)
- إيمانويل بيركو على موقع قاعدة بيانات الفيلم (الإنجليزية)
- إيمانويل بيركو على موقع كينوبويسك (الروسية)